# Максвелл (Нью-Мексико)
Максвелл (англ. Maxwell) — селище (англ. village) в США, в окрузі Колфакс штату Нью-Мексико. Населення — 224 особи (2020).

## Географія
Максвелл розташований за координатами 36°32′28″ пн. ш. 104°32′35″ зх. д. / 36.54111° пн. ш. 104.54306° зх. д. (36.541088, -104.543047).  За даними Бюро перепису населення США в 2010 році селище мало площу 1,23 км², уся площа — суходіл.

## Демографія
Згідно з переписом 2010 року, у селищі мешкали 254 особи в 119 домогосподарствах у складі 67 родин. Густота населення становила 207 осіб/км².  Було 159 помешкань (129/км²).
Расовий склад населення:
| - 80,3 % — білих - 1,2 % — корінних американців - 0,4 % — азіатів - 11,8 % — осіб інших рас |

До двох чи більше рас належало 6,3 %. Частка іспаномовних становила 43,3 % від усіх жителів.
За віковим діапазоном населення розподілялося таким чином: 25,6 % — особи молодші 18 років, 52,4 % — особи у віці 18—64 років, 22,0 % — особи у віці 65 років та старші. Медіана віку мешканця становила 39,0 року. На 100 осіб жіночої статі у селищі припадало 104,8 чоловіків;  на 100 жінок у віці від 18 років та старших — 96,9 чоловіків також старших 18 років.
Середній дохід на одне домашнє господарство  становив 34 584 долари США (медіана — 19 250), а середній дохід на одну сім'ю — 59 017 доларів (медіана — 32 500). За межею бідності перебувало 27,7 % осіб, у тому числі 40,0 % дітей у віці до 18 років та 39,2 % осіб у віці 65 років та старших.
Цивільне працевлаштоване населення становило 69 осіб. Основні галузі зайнятості: освіта, охорона здоров'я та соціальна допомога — 36,2 %, транспорт — 8,7 %, публічна адміністрація — 8,7 %.